# 1949년 대한민국
이 문서는 1949년 대한민국에서 일어난 사건을 다룬다.

## 재임자
- 대통령 : 이승만
- 부통령 : 이시영

## 사건
- 5월 23일 - 이북5도위원회 설립.
- 6월 6일 - 반민특위, 내무차관 장경근 등에 의해 특경대가 해산되고 이 활동에 참여한 많은 사람들이 체포되어 심한 고문을 당하는 이른바 6.6 사건이 발생. 중부경찰서장 윤기병이 지휘하는 무장경찰이 특경대원을 비롯해 반민특위 요원 35명을 체포해 수감하는 습격사건.
- 6월 26일 - 한국에서 미국군 철수. 김구가 육군 소위 안두희에게 살해되었다.
- 8월 4일 - 그리스가 대한민국을 승인.
- 8월 6일
  - 장제스 중국 국민당 총재, 첫 대한민국 방문.
  - 병역제도를 모병제에서 전시 징병제 (후에 징병제)로 개정.
- 8월 20일 - 니카라과가 대한민국을 승인.
- 8월 29일 - 룩셈부르크가 대한민국을 승인.
- 8월 30일 - 대한민국 최초의 국비유학생 6명, 미국 유학.
- 9월 14일 - 목포 형무소에서 수감자 350여 명이 감옥을 파괴하고 탈출하는 사건 발생.
- 9월 22일 - 대한민국 국회, 반민족행위특별조사위원회(약칭 반민특위) 폐지법안 가결.
- 9월 24일 - 이란이 대한민국을 승인.
- 9월 26일 - 대한민국 정부, 법원조직법 공포.
- 10월 12일 - 대한민국 공군 창설. (초대 사령관 김정렬 대령)
- 10월 14일 - 공군사관학교 전신인 항공사관학교 창설.
- 10월 15일 - 대한민국과 일본, 한일통상협정 조인.
- 12월 27일 - 한글 타자기 첫 시판.

## 탄생
- 1월 12일 - 기업인, 정치인 문국현.
- 2월 18일 - KBO 사무총장, 야구해설위원 하일성
- 2월 22일 - 배우 서인석
- 3월 14일 - 배우 한진희.
- 4월 26일 - 성우 이윤선.
- 7월 3일 - 대학 교수 겸 정치가 나상기.
- 9월 2일 - 배우 임채무.
- 11월 20일 - 방송프로듀서 남성우.
- 12월 1일 - 가수, 작사가, 작곡가 김정수.
- 12월 18일 - 영화배우 진도희

## 사망
- 6월 26일 - 독립운동가 김구.

## 같이 보기
- 1949년 대한민국의 영화 목록